# Дом культуры (Пирятин)
Дом культуры в Пирятине — здание, которое было построено на месте собора, основанного в городе Пирятине Полтавской области еще в начале XX века.

## История
В начале XX века в Пирятине построили новый собор, у которого было пять куполов. Собор возвели на деньги купца и лесопромышленника Льва Колесникова. Собор был украшен уникальным многоярусным иконостасом. В 1930-х годах собор закрыли. Вскоре разобрали надстройку над главными частями храма. Помещение постепенно разрушалось, свыше трех десятилетий там стояли только стены. На месте разрушенного собора в Пирятине в 1964 году начали строить дом культуры.
В 1967 году районный дом культуры начал свою работу. Его зрительный зал вмещает 700 зрителей. В доме культуры функционируют кружки, детская и районная библиотека. Районный дом культуры стал настоящим центром культуры города. В нем стал работать народный университет культуры и девять кружков художественной самодеятельности.
В 2000 году руководителем учреждения стал Сергей Козин.
В Пирятинском районном доме культуры проходят отчетные концерты любительских коллективов и отдельных исполнителей.
7 ноября 2017 года Дом культуры отметил 50 лет с момента начала работы. В фойе учреждения заработала фотовыставка и выставка мастеров декоративно-прикладного искусства.
В Доме культуры по состоянию на 2017 год работало 17 работников.
При Доме культуры действует хоровой коллектив самодеятельности «Пирятин», руководителем которого является Владимир Луценко и народный хоровой коллектив клуба «Ветеран», руководитель Алексей Миленко.